# Foster + Partners

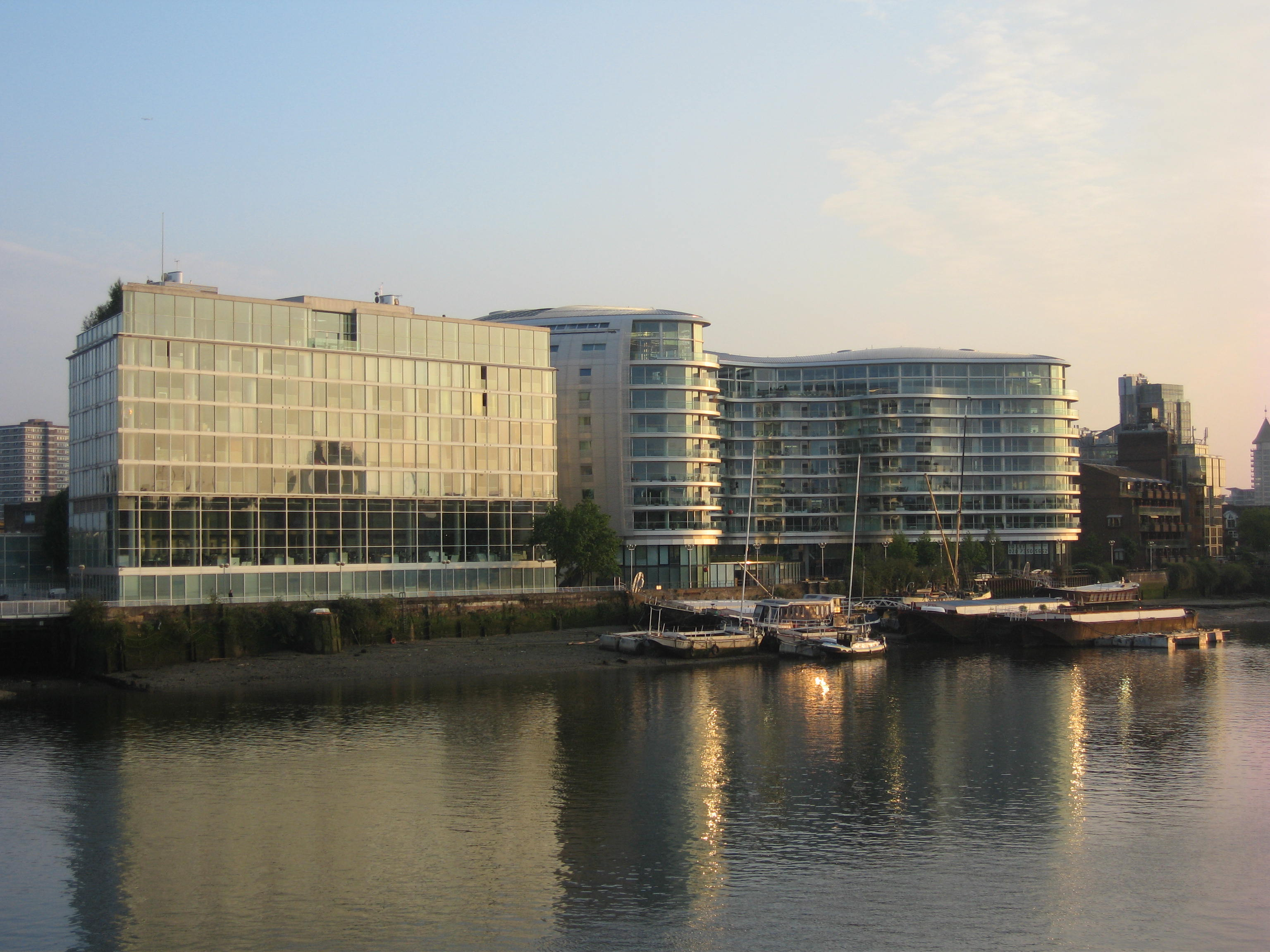
Les bureaux de Foster + Partners à Londres.

Foster + Partners est une des principales agences d'architecture britannique. Fortement associée[Comment ?] à son fondateur Norman Foster, elle s'est illustrée par de nombreuses constructions d'immeubles de grande hauteur, et d'aérogares.
Créée par Norman Foster sous le nom de Foster Associates en 1967 peu après qu'il eut quitté Team 4, l'agence fut renommée dans les années 1990 pour mieux refléter l'influence des autres architectes au sein du cabinet.

## Projets
Crystal Island est un projet de gratte-ciel à Moscou (Russie), annoncé en 2007 par le cabinet d'architectes Foster + Partners.
Une fois achevé, ce devrait être le plus grand bâtiment du monde en superficie au sol. Il devrait posséder en son sein des commerces, des bureaux, des habitations ou encore des activités culturelles. La façade et le toit de la tour devraient héberger des panneaux solaires et des éoliennes afin de l'alimenter en énergie. Siège de RMC (2020) Russie,

## Galerie

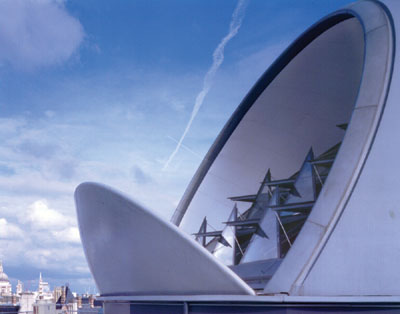
La British Library of Political and Economic Science
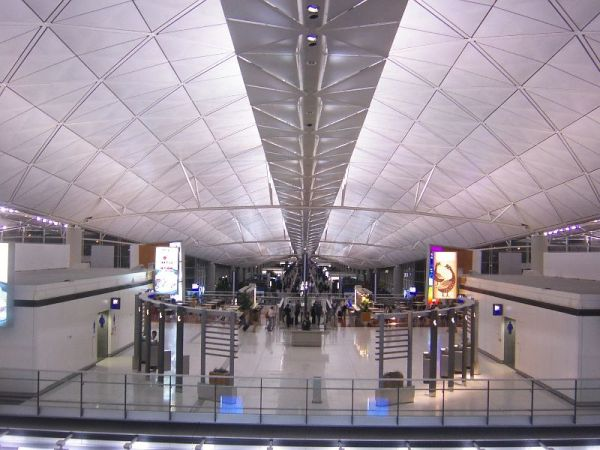
L'intérieur futuristique de l'Aéroport international de Hong Kong
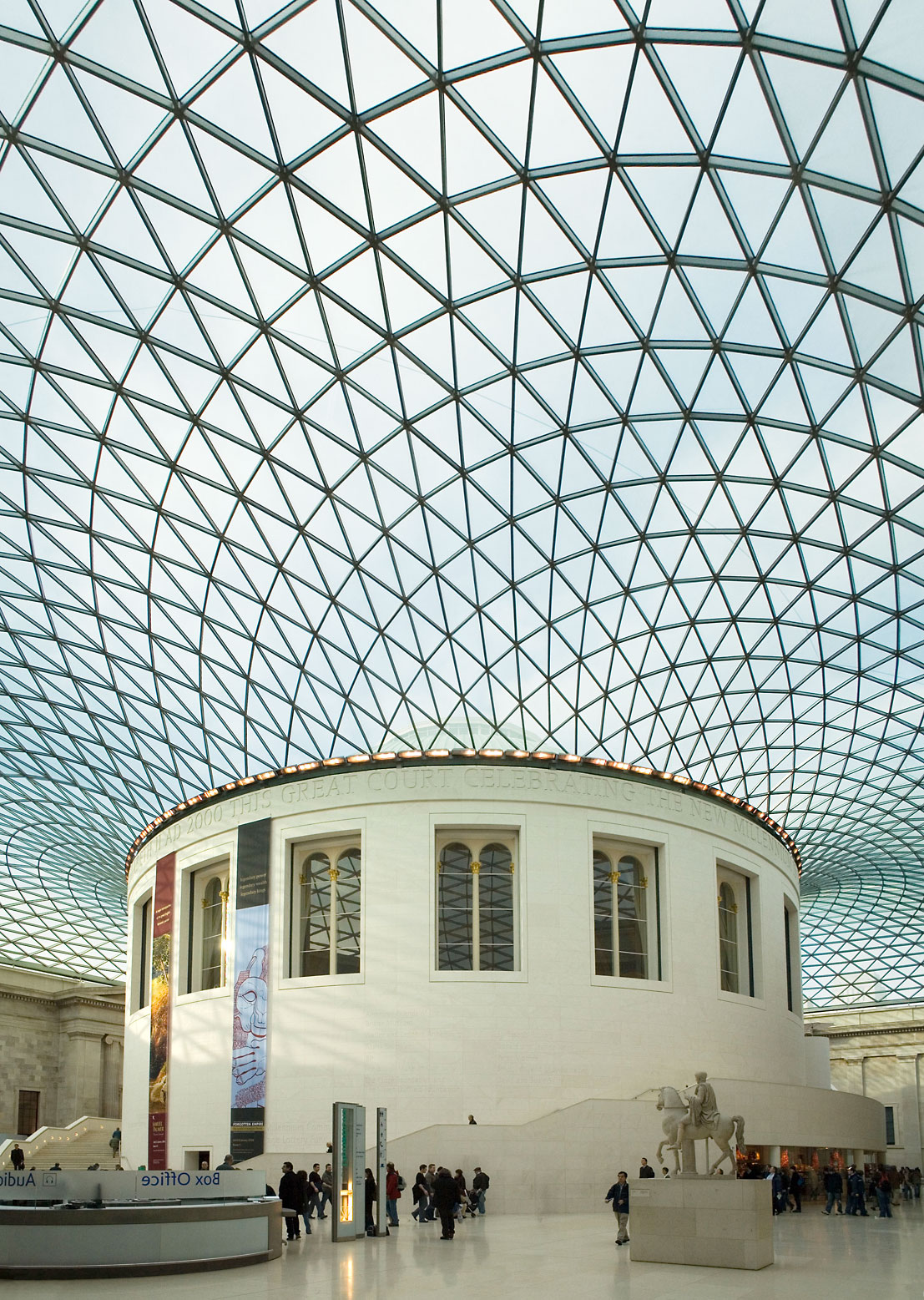
Le toit en verre du British Museum
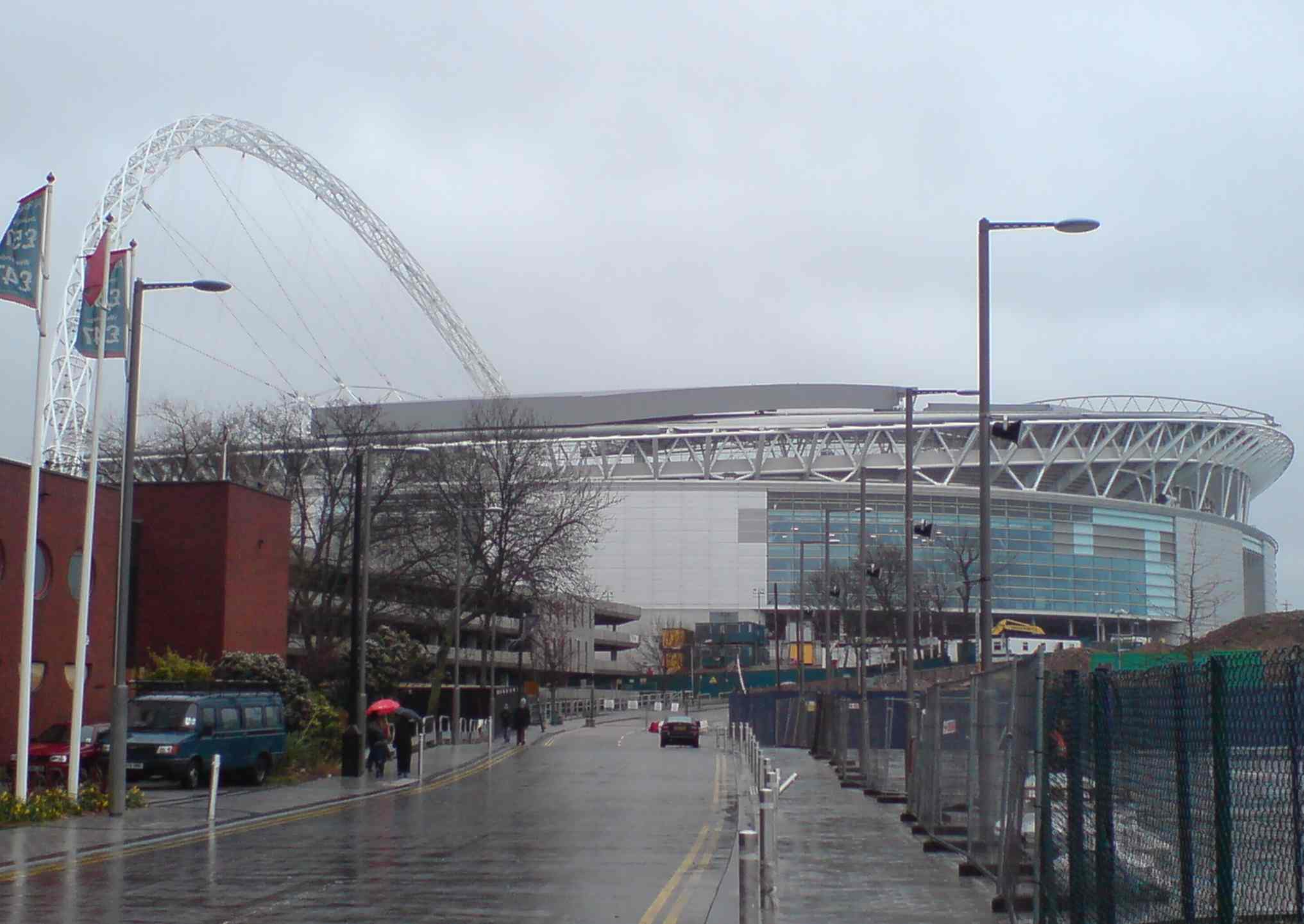
Le Stade de Wembley à Londres
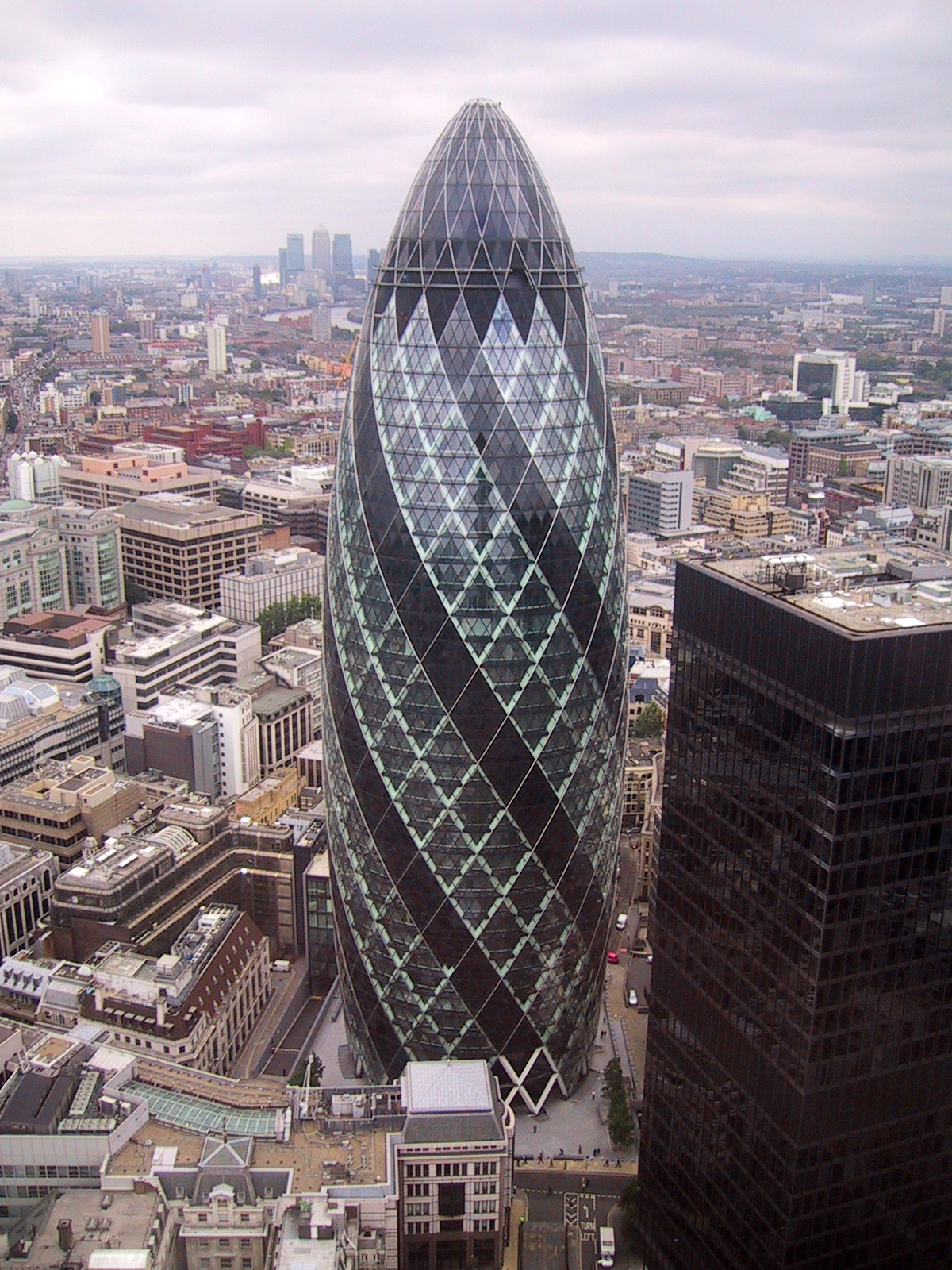
Le 30 St Mary Axe
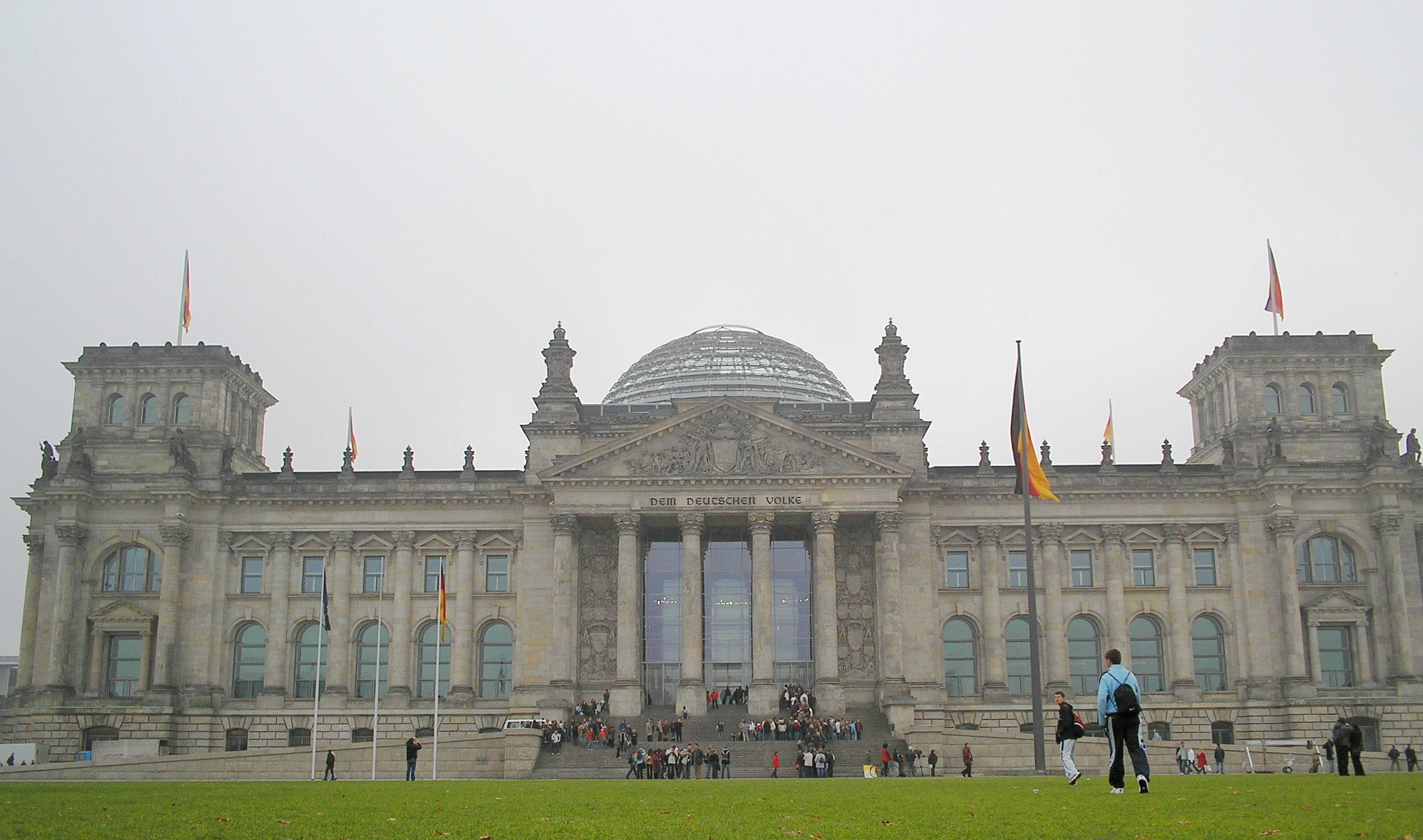
La reconstruction du Palais du Reichstag
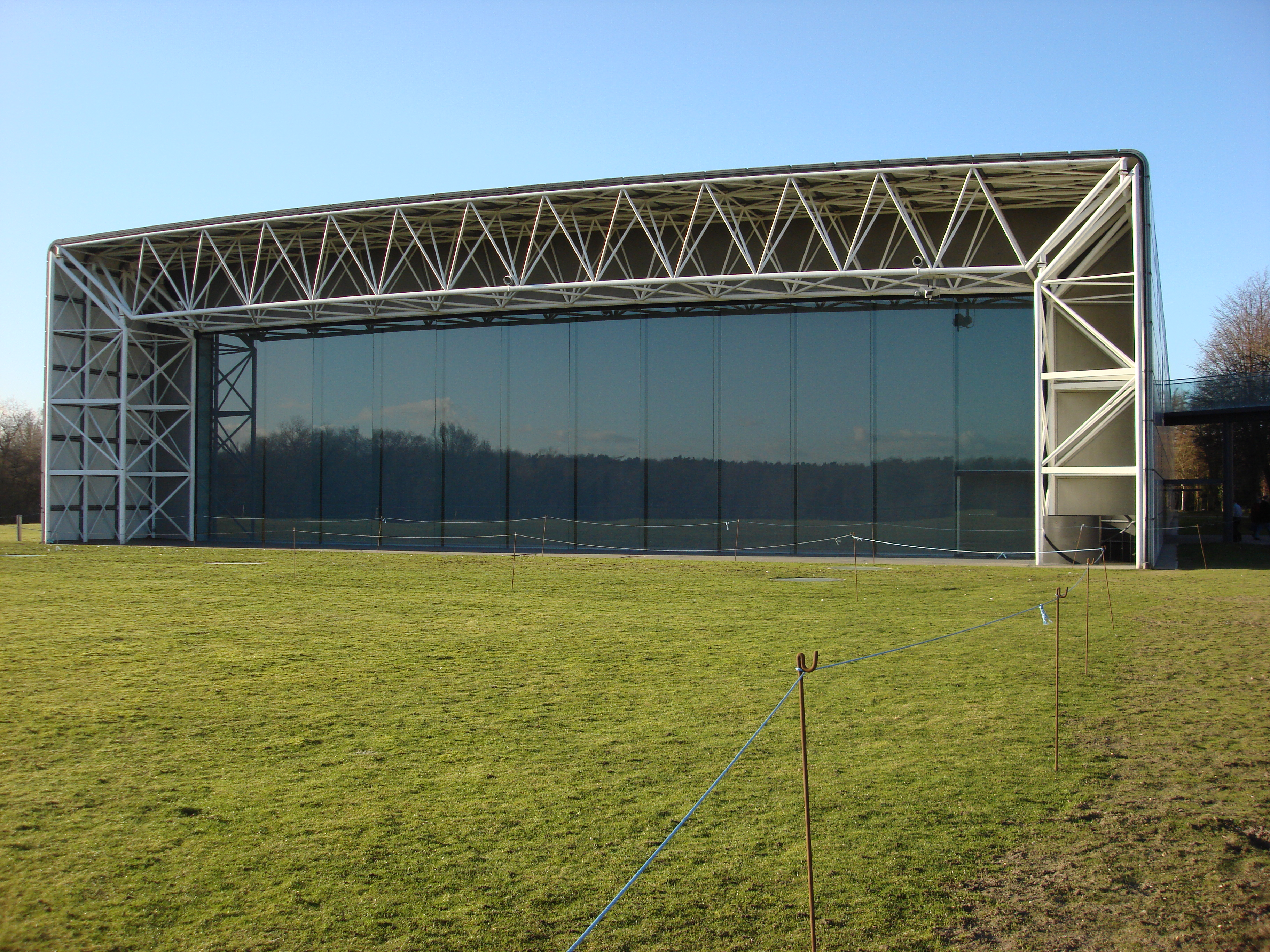
Le Sainsbury Centre for Visual Arts
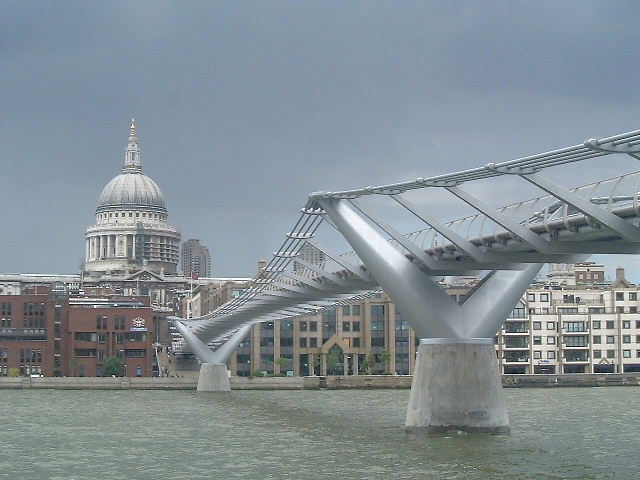
Le Millennium Bridge
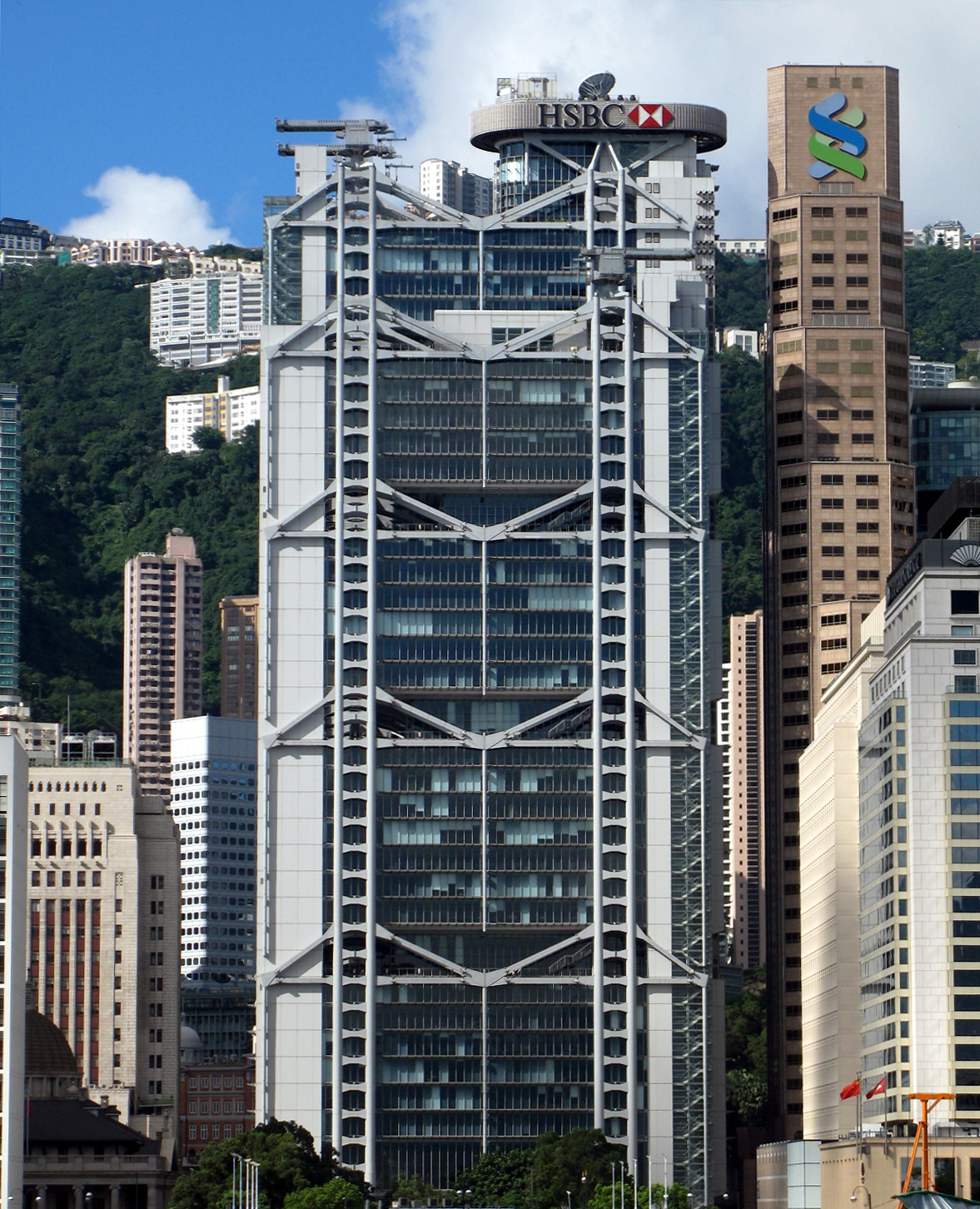
Le siège social de HSBC à Hong Kong.
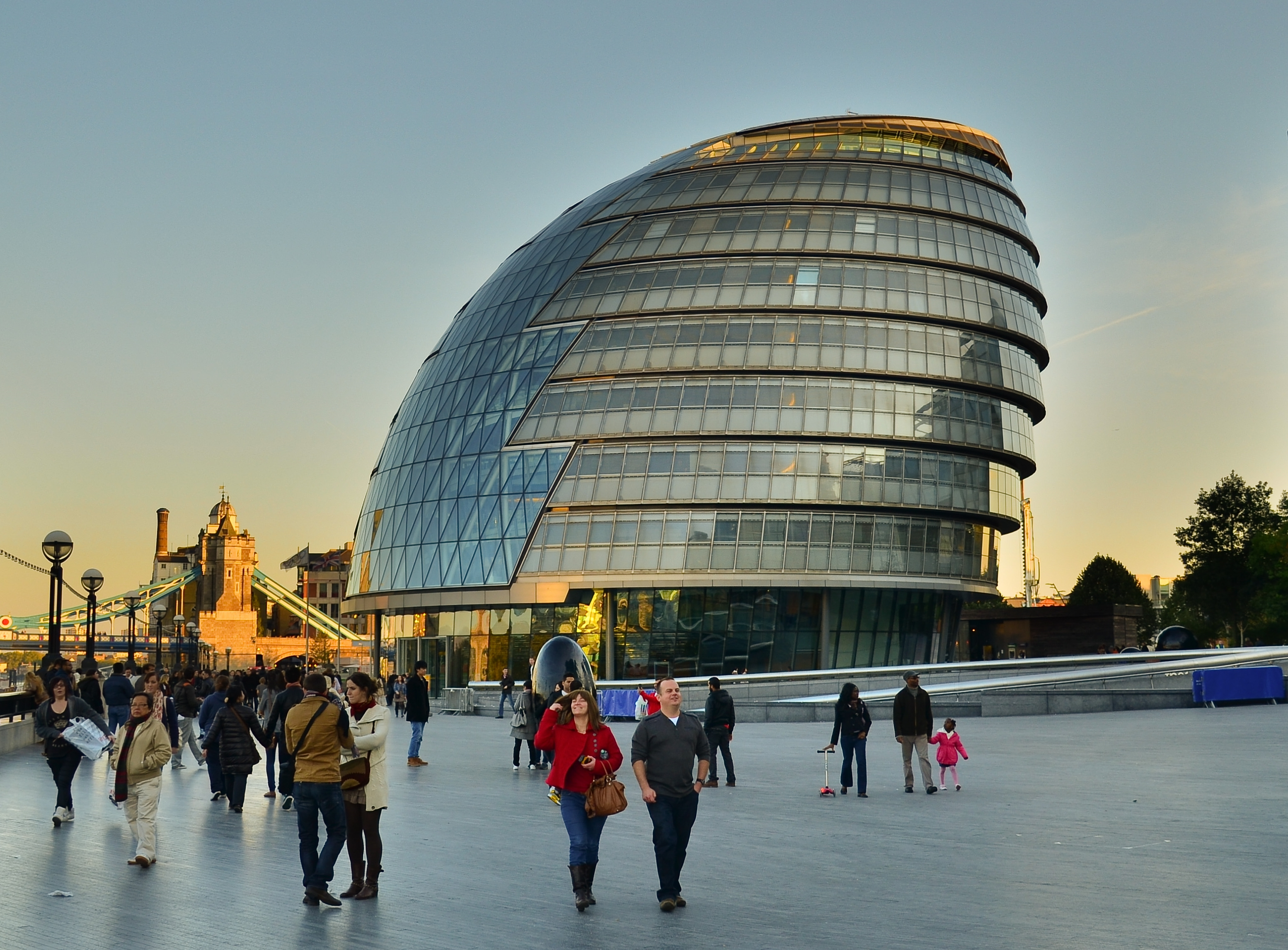
L'hôtel de ville de Londres
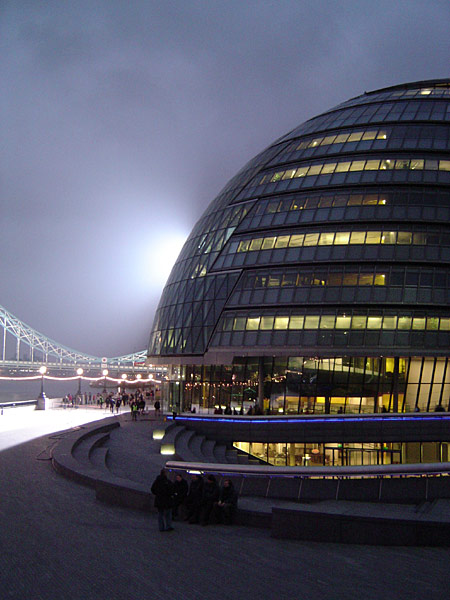
L'hôtel de ville de Londres
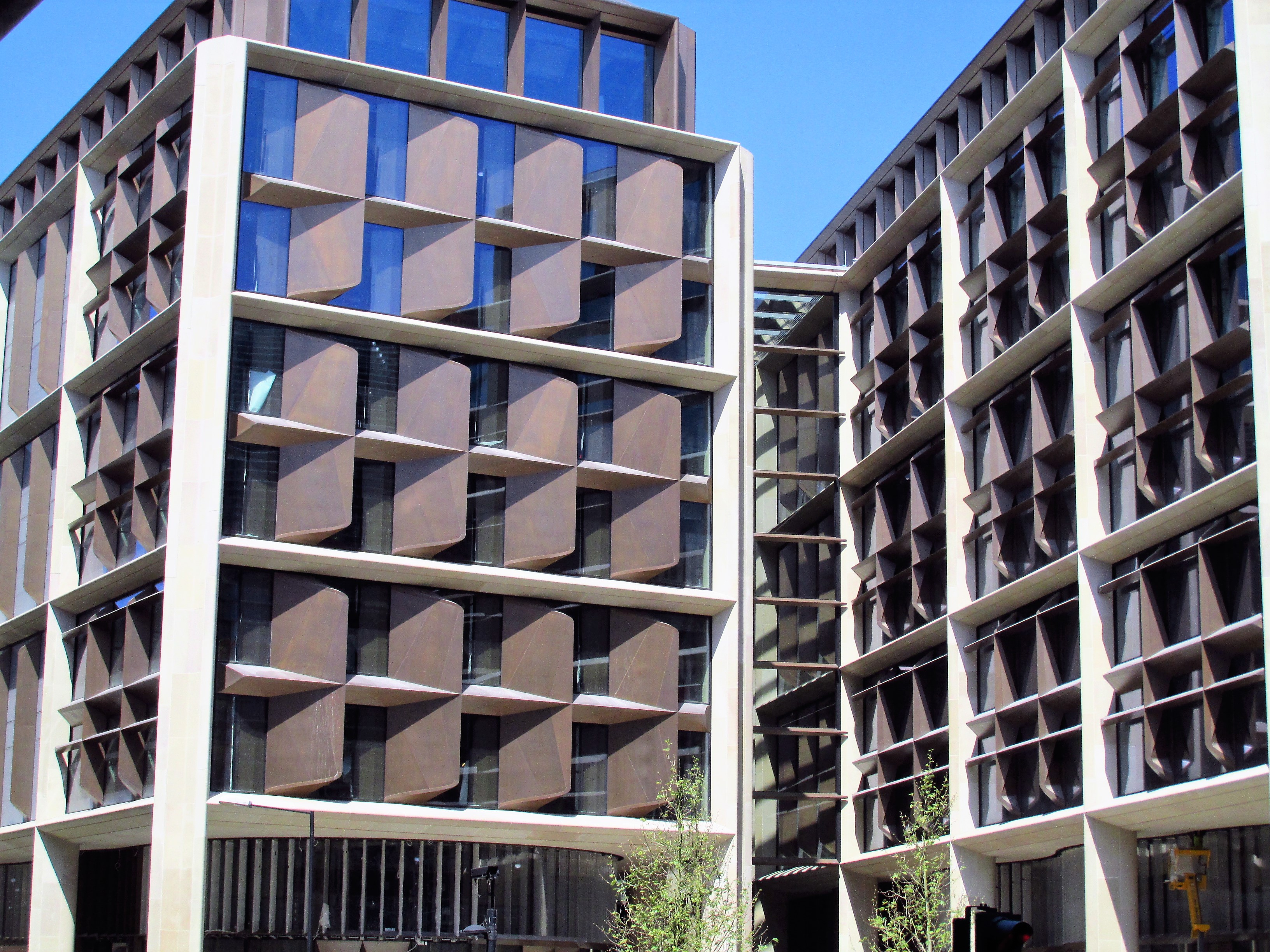
Le siège européen de Bloomberg à Londres
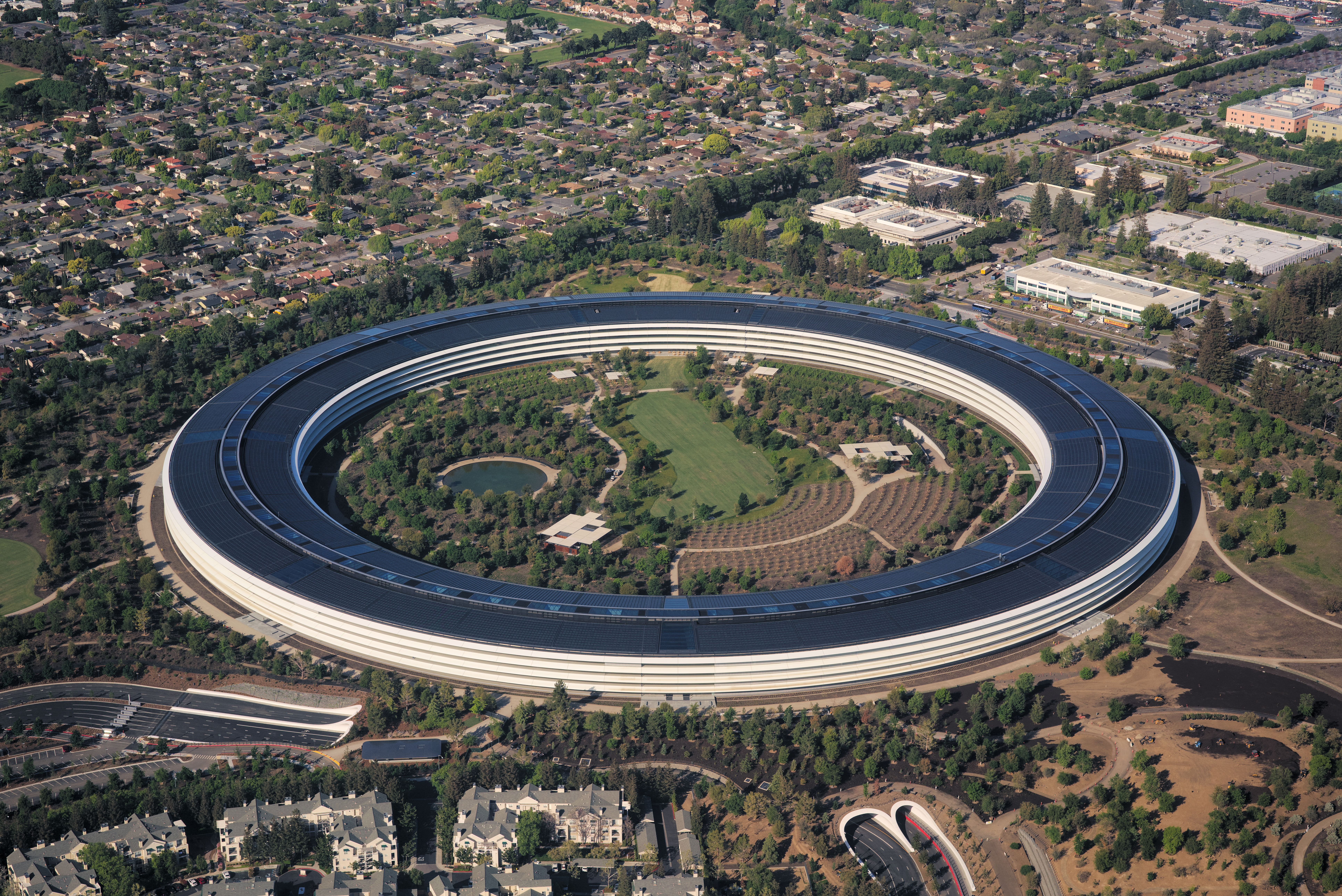
Apple Park

## Source
- (en) Cet article est partiellement ou en totalité issu de l’article de Wikipédia en anglais intitulé « Foster and Partners » (voir la liste des auteurs).